# Spøttrup (Skive Kommune)
 Denne artikel omhandler byen Spøttrup (Skive Kommune). Der er også andre byer med dette navn, se Spøttrup (flertydig).
Spøttrup er en lille bebyggelse ved Spøttrup Borg på halvøen Salling, beliggende 2 km vest for Rødding, 7 km nordvest for Balling, 20 km sydvest for Roslev og 19 km nordvest for Skive. Spøttrup hører til Skive Kommune og ligger i Region Midtjylland. I 1970-2006 hørte Spøttrup til Spøttrup Kommune, som den lagde navn til.
Spøttrup hører til Rødding Sogn (Skive Kommune). Rødding Kirke (Skive Kommune) ligger i Rødding. Spøttrup ligger ved Kås Bredning i Limfjorden.

## Faciliteter
- Spøttrup Kulturhal har to store idrætshaller, cafe, fitnesscenter, et mødelokale til 16 personer og et lokale til 75 personer. Der kan laves arrangementer med op til 1000 personer.[2]
- I mange år er der afholdt Bispens Marked ved borgen – et middelaldermarked med gøglere, aktører og handelsfolk og kamp på turneringsbanen mellem riddere og heste i fuld rustning.[3]
- Lidt øst for bebyggelsen ligger Rødding-områdets naturbørnehave Grankoglen med 35 børn.[4]

## Historie
Spøttrup fik trinbrættet Borgen på Vestsallingbanen (1924-66). Den 25 km lange asfalterede cykel- og vandresti "Vestsallingstien" følger banens tracé på 3½ km mellem den spredte bebyggelse Betryk og Fasanvej i Rødding.